# بوب بيز
بوب بيز (بالإنجليزية: Bob Pease) هو مهندس أمريكي، ولد في 22 أغسطس 1940 في روكفيل في الولايات المتحدة، وتوفي في 18 يونيو 2011 في ساراتوغا في الولايات المتحدة بسبب حادث مرور.